# Saint-Julien-en-Vercors
Saint-Julien-en-Vercors é uma comuna francesa na região administrativa de Auvérnia-Ródano-Alpes, no departamento de Drôme. Estende-se por uma área de 18,47 km². Em 2010 a comuna tinha 238 habitantes (densidade: 12,9 hab./km²).